# Charlotte Prodger
Pour les articles homonymes, voir Prodger.
Charlotte Prodger, née en 1974 à Bournemouth (Angleterre), est une artiste et réalisatrice britannique qui travaille avec « l'image en mouvement, l'image imprimée, la sculpture et l'écriture ». Ses films principaux sont Stoneymollan Trail (2015) et Bridgit (2016).
En 2018, elle a remporté le prix Turner.

## Biographie

### Jeunesse
Prodger est née à Bournemouth en 1974 et a étudié à Goldsmiths, University of London et à la Glasgow School of Art,.

### Vie privée
Prodger vit et travaille à Glasgow,.

## Filmographie
- Stoneymollan Trail  (2015) - 52 minutes
- Bridgit (2016) - 32 minutes
- LHB (2017) - 25 minutes

## Expositions personnelles
- Bridgit/Stoneymollan Trail, Bergen Kunsthall, Bergen, Norvège, 2017/2018[6],[7]